# Doazit
Doazit är en kommun i departementet Landes i regionen Nouvelle-Aquitaine i sydvästra Frankrike. Kommunen ligger i kantonen Mugron som tillhör arrondissementet Dax. År 2022 hade Doazit 851 invånare.

## Befolkningsutveckling
Antalet invånare i kommunen Doazit
Referens:INSEE